# Koffie
Koffie és un octet d'afrobeat i jazz d'Amsterdam (Països Baixos) conegut per la seva combinació d'improvisacions virtuoses amb sòlids grooves d'afrobeat.
Eren quatre joves músics que van començar el 2009 inspirat per l'estil del músic nigerià Fela Kuti. De mica en mica van desenvolupar el seu estil propi. Tot i mantenir la inspiració nigeriana, van integrar elements del jazz i del funk. El novembre 2013 va sortir el segon àlbum Éh Lady i només va sortir en disc de vinil. Floris van der Vlugt i Vernon Chatlein van afegir-se al grup que ara té vuit membres. Poc després, el maig del 2017 va sortir el tercer àlbum Huntu, «una obra mestra amb diferents tasts de Koffie (cafè), que agraden més cada vegada que es torna a escoltar-les». De l'afrobeat original el grup va evolucionar vers composicions cosmopolítiques on conflueixen influències del món sencer.
Han actuat en festivals com el North Sea Jazz Festival, l'Istanbul Jazz Festival, el Blue Balls Festival, el Folk'n'Fusion Weltmusikfestival o el Planet Oedipus Music & Beer Festival.

## Membres[6]
- Itai Weissman (saxo tenor)
- Floris van der Vlugt (saxo alt)
- Daniël Schotsborg (baix)
- Valentijn Bannier (guitarra, veu principal)[6]
- Abe van der Woude (bateria)
- Niels Broos (teclats)
- Steven Brezet (percussió)
- Vernon Chatlein (percussió)[10]

## Àlbums
- Koffie (2013)
- Éh Lady (2013)[13]
- Afrotronic (2015, senzill)[14]
- Huntu (2017)[15][16][17]